# أبو الفضل البيهقي
أبو الفضل محمد بن الحسين البَيْهَقي، (ت. 470 هـ / 1077 م) هو مؤرخ فارسي. كان كاتب الإنشاء في دولة السلطان محمود بن سُبُكْتِكِيْن.

## آثاره
من آثاره:
- «تاريخ بيهق».
- «زينة الكتَّاب» وله نظم حسن.[3]

## روابط خارجية
- أبو الفضل البيهقي على موقع الموسوعة البريطانية (الإنجليزية)